# Weissengel
 (septembre 2018).
Gwenaël Marcé, plus connu sous le pseudonyme « Weissengel », né le 27 avril 1973 à Toulouse, est un dessinateur et scénariste français de bande dessinée.
La plupart de ses projets ont été réalisés aux côtés de Serge Carrère pour diverses maisons d’éditions.

## Biographie
Weissengel nait à Toulouse mais passe une partie de son enfance en Allemagne. Influencé durant son adolescence par des œuvres comme X-men, Thorgal, Rork ou encore Valérian, il passe son baccalauréat, déménage en Belgique et intègre l'Académie des Beaux-Arts de Tournai pour suivre les cours d'Antonio Cossu.
Il s’essaye d’abord à la création de petites histoires pour une revue confidentielle et collabore sur un album de Léo Loden, quand les éditions Petit à Petit lui proposent en 2000 de participer à l’album collaboratif Chansons d’Higelin en Bande-dessinées. Il rencontre parallèlement Pierre Veys avec une brève expérience aux éditions Delcourt (un premier album de Maître Détective laissé sans suite).
Puis en 2005, il travaille en atelier aux côtés de Serge Carrère, où une collaboration est rapidement envisagée : L’Héritier des Étoiles se concrétise en 3 albums (de 2006 à 2008) aux éditions Vents d'Ouest où les deux auteurs participent autant au scénario qu’au dessin. Weissengel et Carrère réalisent ensemble plusieurs autres scénarios : Les Elfées pour le magazine Julie (mis en images par Dollphane, et repris en albums aux éditions Dargaud en 2008, le dessin est repris par Elisa Ferrari à partir du tome 10) ainsi que Le petit monde de Violette (depuis 2007) pour le magazine Manon (mis en images par Paku). D’autres projets vont être ensuite réalisés tels que Cerbères,, un polar d’action contemporain dessiné par Serge Fino aux éditions Soleil, ainsi que Les Quatre Quarts dessinée par Simon Léturgie et Donald Soffritti aux éditions 12bis.
Puis, seul au scénario, il écrit L'héritage du chaos, un polar situé au lendemain de la Première Guerre mondiale, dessiné par Manu Cassier paru en 2016 aux éditions Sandawe.

## Albums publiés
- Le Maître Détective, t. 1 : Les Mystères de Floddenwol (dessin), avec Pierre Veys (scénario), Delcourt, coll. « Conquistador », 2002  (ISBN 2840557606).
- L'Héritier des Étoiles, avec Serge Carrère (tous deux au scénario et au dessin), Vents d'Ouest :

1. Apprivoise-moi, 2006  (ISBN 2-7493-0233-1).
2. Lutte et vis libre, 2006  (ISBN 2-7493-0298-6).
3. Là, d'où tu viens, 2008  (ISBN 978-2-7493-0362-8).

- Cerbères (scénario avec Serge Carrère), avec Serge Fino (dessin), Soleil, coll. « 12 septembre », 2008  (ISBN 978-2-302-00309-5).
- Les Elfées (scénario avec Serge Carrère), avec Dollphane et Elisa Ferrari (dessin), Dargaud, 12 vol., 2008-2021[3].
- Les Quatre Quarts (scénario avec Serge et Brigitte Carrère), 12bis :

1. La Taverne d'Ali Baba, dessin de Simon Léturgie, 2010  (ISBN 978-2-356-48070-5).
2. Le Chant des casseroles, dessin de Donald Soffritti, 2011  (ISBN 978-2-356-48227-3).

- Gueules cassées (scénario), avec Emmanuel Cassier (dessin), Cleopas, 2012  (ISBN 978-2-917283-34-9).
- Au fil des siècles: Histoire(s) de Carcassonne (dessin), avec Charles Peytavie (scénario), Grand Sud, 2013  (ISBN 978-2-36378-043-0).
- L’Héritage du Chaos (scénario), avec Emmanuel Cassier (dessin), Sandawe, 2016  (ISBN 978-2-390-14152-5).
- Toulouse, de Tolosa au pays de Cocagne (dessin), avec Gaet's (scénario), Petit à Petit, 2019  (ISBN 978-2-380-46009-4).
- Toulouse, des guerres de religion à la cité de l'espace (dessin), avec Gaet's (scénario), Petit à Petit, 2021  (ISBN 978-23-80460-96-4).
- Le serment de l'acier (scénario, sous le nom de Gwenaël), avec Elisa Ferrari (dessin), Drakoo : 1. Une gloire fantôme, 2020  (ISBN 978-2-490-73508-2). 2. La chute des seigneurs, 2021  (ISBN 978-2-4907-3539-6).